# Жевановка
Жевановка (укр. Жеванівка) — село в Надлакской сельской общине Голованевского района Кировоградской области Украины.
До 2020 года входило в Новоархангельский район
Население по переписи 2001 года составляло 162 человека. Почтовый индекс — 26111. Телефонный код — 5255. Код КОАТУУ — 3523681202.